# Brian Fortuna

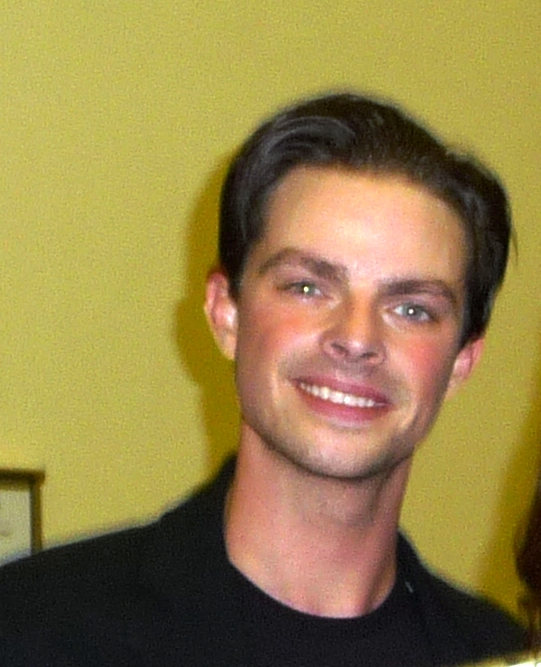
Brian Fortuna (2008)

Brian Fortuna (* 20. September 1982) ist ein US-amerikanischer Tänzer, Choreograf und Ausbilder.

## Leben
Brian Fortuna ist ein künstlerisches Multitalent. Er spielt derzeit die Hauptrolle in der Theaterproduktion Over the Rainbow als Danny Cassidy.  Kürzlich beendete er die Dreharbeiten für den Kurzfilm Love + 1 mit Alison Carroll und Andy Barnes.
2010 war Fortuna Solotänzer in der renommierten Tanzshow Burn the Floor am Shaftesbury Theatre in London’s West End. Seine Auftritte brachten ihm 2011 die Nominierung für den What’s On Stage Award (Theaterbesucherpreis) als bester Newcomer.
Er war leitender Choreograf und Consulting Producer für die Tanz-Show Dancing on Wheels. Diese Show hatte im Februar 2010 Premiere auf BBC3 und wurde produziert von Fever Media. Paare aus behinderten und nichtbehinderten Teilnehmern zeigen, wie sie die Kunst des Tanzsports in Standard und Latein lernen.
Die Show hatte die höchsten Premierebewertungen für eine Dokumentation in der Geschichte des BBC.
2008 erhielt Fortuna eine Einladung zum Tanzwettbewerb Strictly Come Dancing, wo er mit M People und Heather Small antrat und einen respektablen 8. Platz erreichte.
In Staffel 7 im Jahr 2009 tanzte Fortuna mit der ehemaligen Hollyoaks und The Bill Schauspielerin Ali Bastian.
Das Paar qualifizierte sich für das Halbfinale und erhielt die volle Punktzahl für ihren American Smooth und Wiener Walzer, die höchste Punktzahl für einen Wiener Walzer in der Geschichte dieses Wettbewerbs.
Die Show ist auch bekannt als Strictly, als das ursprüngliche Format, das als Vorbild für die weltweit erfolgreiche Show Dancing with the Stars diente.
Fortuna nahm als Tanzpartner der ehemaligen Miss USA, Shandi Finnessey an der 4. Staffel von Dancing with the Stars teil.
Sein TV-Erfolg ermöglichte es ihm, als Solotänzer in den nächsten zwei nationalen Dancing with the Stars- Touren zu tanzen. Fortuna hatte auf der Tour eine Doppelfunktion und wurde ausgewählt, auch Gastgeber einer dritten DWTS Tour vor ausverkauftem Haus (von 15.000 Personen pro Nacht) zu sein.
Seine Talente als Gastgeber der Show erregten die Aufmerksamkeit der ABC, die Brian als Serien-Co-Moderator mit seiner Dancing with the Stars- Partnerin Shandi für ABC's Dancing with the Stars  Onlinezugabe auswählte.
Fortuna ist ein landesweit bekannter und gefragter Lehrer und Darsteller. Zu seinen anderen Talenten gehören Finalist in National Standard und Latein Ten Dance; Choreograf und Trainer für das preisgekrönte Salsa Team Ritmo Latino; Performer mit musikalischem Feingefühl; einer der Besten der North American Amateur Latin Championships im Jahr 2003, und ein Spitzenausbilder. Fortuna praktiziert Rollstuhltanz und er ist Lehrer und Darsteller für die Organisation United States Wheelchair Dancing Association, die von seiner Mutter, Sandra Fortuna, gegründet wurde.
2004 machte er die Choreografie für einen sehr erfolgreichen Werbespot für die Bank of Madrid in Spanien, welcher Rollstuhltanz präsentierte.
Fortuna ist als Tänzer in dem Oscar preisgekrönten Film Aviator mit Leonardo DiCaprio zu sehen, in der TV-Serie South Beach mit Vanessa Williams und in der Hauptrolle in dem kanadischen Dokumentarfilm Live to Dance.

## Fernsehen

### Dancing with the Stars
Fortuna beteiligte sich an der vierten Staffel von Dancing with the Stars (US season 4) der ABC, der amerikanischen Version der britischen Strictly Come Dancing, mit der prominenten Partnerin Shandi Finnessey, einer ehemaligen Miss Universe Teilnehmerin.
| Woche | Tanz/Song              | Wertung der Jury | Wertung der Jury | Wertung der Jury | Ergebnis      |
| Woche | Tanz/Song              | Inaba            | Goodman          | Tonioli          | Ergebnis      |
| 1     | Foxtrott/Power of Love | 7                | 6                | 6                | n/a           |
| 2     | Mambo/Right Now        | 6                | 7                | 7                | Platz 2       |
| 3     | Jive/Crocodile Rock    | 7                | 7                | 7                | ausgeschieden |

Am 19. März 2007 wurde das Paar als zweites aus dem Wettbewerb herausgewählt.
Fortuna war ein Darsteller der Dancing with the Stars Winter 2007–2008 Tour.

### Strictly Come Dancing
Fortuna kam zur 6. Staffel von Strictly Come Dancing, die britische Show, auf der Dancing with the Stars beruht. Seine prominente Partnerin war M People’s Heather Small.
Mit Heather Small
| Woche | Tanz/Titel                   | Wertung der Jury | Wertung der Jury | Wertung der Jury | Wertung der Jury | Ergebnis      |
| Woche | Tanz/Titel                   | Revel Horwood    | Phillips         | Goodman          | Tonioli          | Ergebnis      |
| 1     | Cha-Cha-Cha/Lady Marmalade   |                  |                  |                  |                  | Gruppentanz   |
| 2     | Salsa/La Banda               | 5                | 6                | 8                | 7                | Safe          |
| 3     | Swing/Choo Choo Ch’Boogie    |                  |                  |                  |                  | Gruppentanz   |
| 4     | Quickstep/Old Man Time       | 6                | 5                | 6                | 6                | Bottom Two    |
| 5     | Samba                        | 4                | 6                | 6                | 7                | Bottom Two    |
| 6     | Wiener Walzer/Vision of Love | 5                | 7                | 7                | 8                | Safe          |
| 7     | Cha-Cha-Cha/American Boy     | 5                | 5                | 7                | 6                | Bottom Two    |
| 8     | Tango/Rebel Rebel            | 6                | 7                | 7                | 7                | ausgeschieden |

Das Paar verließ die Serie am Sonntag, dem 9. November.
Weihnachten 2008, war Fortuna ein Tanzpaar mit Kelly Brook. Sie tanzten den Jive zu Rockin' Around The Christmas Tree und erzielten 39 von 40 Punkten. Sie waren eines der vier Paare mit derselben Punktzahl und nach der Bewertung der Paare durch die Jury waren sie auf dem vierten Platz. Als der Wertung der Jury noch die Punkte aus der Publikumsbewertung hinzugefügt wurde, kamen sie auf den zweiten Platz nach Jill Halfpenny und Darren Bennett.
Sie wurden im Halbfinale am 12. Dezember 2009 nach einer öffentlichen Abstimmung ausgeschlossen, obwohl sie eine perfekte 50 Punktzahl durch die fünf Juroren erhalten hatten.
Mit Ali Bastian
| Woche | Tanz/Titel                                                                   | Wertung der Jury | Wertung der Jury | Wertung der Jury | Wertung der Jury | Wertung der Jury | Ergebnis      |
| Woche | Tanz/Titel                                                                   | Revel Horwood    | Goodman          | Dixon            | Tonioli          | Bussell          | Ergebnis      |
| 1A    | Walzer/Reach Out and Touch                                                   | 7                | 8                | 8                | 7                |                  | N/A           |
| 1B    | Rumba/That’s What Friends Are For                                            | 7                | 7                | 8                | 8                |                  | Safe          |
| 2     | Michael Jackson Tribute/Billie Jean und Shake Your Body (Down to the Ground) |                  |                  |                  |                  |                  | Group Dance   |
| 3     | Quickstep/I Get a Kick Out of You                                            | 8                | 8                | 8                | 8                |                  | Safe          |
| 4     | Salsa/Quimbara                                                               | 8                | 8                | 8                | 8                |                  | Safe          |
| 5     | Jive/Tutti Frutti                                                            | 6                | 7                | 8                | 8                |                  | Safe          |
| 6     | American Smooth/A Foggy Day                                                  | 9                | 9                | 9                | 10               |                  | Safe          |
| 7     | Paso Doble/El Gato Montes                                                    | 8                | 9                | 8                | 8                |                  | Bottom Two    |
| 8     | Wiener Walzer/Do Right Woman Do Right Man                                    | 10               | 10               | 10               | 10               |                  | Safe          |
| 9     | Cha-Cha-Cha/I Gotta Feeling                                                  | 9                | 8                | 9                | 9                |                  | Safe          |
| 10    | Foxtrott/Haven’t Met You Yet                                                 | 8                | 9                | 9                | 9                |                  | Safe          |
| 11A   | Charleston/Pencil Full of Lead                                               | 9                | 9                | 10               | 9                |                  | Safe          |
| 11B   | Group Wiener Walzer/Piano Man                                                |                  |                  |                  |                  |                  | 10            |
| 12A   | Tango/Born to Be Wild                                                        | 8                | 8                | 9                | 8                | 9                | Safe          |
| 12B   | Samba/Change                                                                 | 9                | 8                | 9                | 9                | 9                | Safe          |
| 13A   | American Smooth                                                              | 10               | 10               | 10               | 10               | 10               |               |
| 13B   | Tango Argentino                                                              | 8                | 9                | 8                | 8                | 9                | ausgeschieden |

Am 7. November 2009 erzielten Fortuna und Ali Bastians beim Wiener Walzer eine perfekte Punktzahl von 40. Dies war die höchste Punktzahl für einen Wiener Walzer in der Geschichte von Strictly Come Dancing.
Am 28. November 2009 brachte Fortunas und Ali Bastians Performance in der Gruppe Wiener Walzer ihnen eine weitere perfekte Bewertung der Jury ein.
Am 9. Juni 2010, wurde bekannt, dass Fortuna sich entschieden hat, aufgrund Formatwechsels von Strictly Come Dancing nicht für die 8. Staffel zurückzukehren.

### Dancing on Wheels(Rollstuhltanz)

#### Dancing on Wheels(Show)
Am 28. Mai 2009 veröffentlichte die BBC eine Pressemitteilung zu ihrer bevorstehende Show mit dem Titel Dancing on Wheels nach dem gleichnamigen Dokumentarfilm vom April 2007. Mit Brian Fortuna als Choreograph sollte dieses Projekt dazu dienen, den Rollstuhltanz zu fördern.
Wie bei Strictly Come Dancing und Dancing with the Stars wurde den Teilnehmern ein intensives Training zuteil und sie erhielten die Chance, das Vereinigte Königreich bei den Rollstuhltanz-Europameisterschaften in Israel im Herbst 2009 zu vertreten. Die Übertragung der Show startete auf BBC3 am 11. Februar 2010.
Auch in dieser Show war Fortunas Promi-Partnerin Heather Small aus Strictly Come Dancing Staffel 6, sowie Olympiaschwimmer Mark Foster, Schauspielerin Michelle Gayle, Schauspieler Kevin Sacre, Rugbyspieler Martin Offiah, und Showmasterin Caroline Flack.
 Dancing on Wheels wurde produziert von Fever Media.

#### Dancing on Wheels(Dokumentarfilm)
Die BBC One Dokumentation Dancing on Wheels (ausgestrahlt in England auf BBC1 am 17. April 2007 um 22.35 Uhr), begleitete einige der Teams der Meisterschaften, einschließlich der Inverclyders und Concorde Rollstuhltänzer, um einige der Gründe zu erkunden, aus denen die Briten Rollstuhltanz mögen.

## Bühne
- Aladdin: Fortuna machte sein Pantomime-Debüt in der Royal & Derngate Produktion von Aladdin in dieser Saison (Dezember 2011-Januar 2012).[27] (Vorschau)

- Ltd's Theaterproduktion Over the Rainbow (Hauptrolle als Danny Cassidy)
- Burn the Floor Show am Shaftesbury Theatre in London's West End

## Erfolge
In den Jahren 2004 und 2005 gewann Fortuna den nordamerikanischen Top Teacher Wettbewerb. Er ist ein zertifizierter Juror der US Terpsichore Association.

## Filmografie
Fortuna war ein beliebter Tänzer in dem Film Aviator mit Leonardo DiCaprio. Er war auch Choreograf und Tänzer in dem Fernsehdrama South Beach mit Vanessa L. Williams.